# XTE J1739-285
XTE J1739-285, är en ensam stjärna belägen i den södra delen av stjärnbilden Ormbäraren, som beräknas den befinna sig på ett avstånd på ca 39 000 ljusår från solen. 
Den observerades första gången den 19 oktober 1999 av NASA:s Rossi X-ray Timing Explorer-satellit.

## Egenskaper
XTE J1739-285 är en neutronstjärna av spektralklass Q, som har en massa lika med ca 1,5 solmassa och en radie av ca 10,9 km. Den har tidigare hävdats vara den hittills kända, snabbast roterande himlakroppen, med en frekvens på 1 122 Hz. En förnyad analys av dess data av andra astronomer har emellertid inte lyckats reproducera detta resultat. Den har även föreslagits som en möjlig kvarkstjärna, liksom 3C 58.